# Zdziar Wielki
Zdziar Wielki (prononciation : [ˈzd͡ʑar ˈvjɛlki]) est un village polonais de la gmina de Staroźreby dans le powiat de Płock de la voïvodie de Mazovie dans le centre-est de la Pologne.
Il se situe à environ 5 kilomètres à l'est de Staroźreby (siège de la gmina), 26 kilomètres à l'est de Płock (siège du powiat) et à 80 kilomètres au nord-ouest de Varsovie (capitale de la Pologne).
Le village compte approximativement une population de 179 habitants en 2009.

## Histoire
De 1975 à 1998, le village appartenait administrativement à la voïvodie de Płock.